# Abraham Mitrie Rihbany
 (août 2019).
Abraham Mitrie Rihbany, né en 1869 et mort en 1944, était un écrivain libano-américain du Mahjar.